# LAPLander
 (août 2009).
LAPLander (abréviation de Light Airbag Protected Lander) est un prototype d’instrumentation destiné à effectuer des mesures dans la ionosphère. L'objectif de ce prototype est d'évaluer les caractéristiques d'un vol depuis la limite avec l'espace: par exemple, les systèmes de décélération en chute libre. Les systèmes d'amortissement de l'impact à l'atterrissage et de récupération de la sonde seront également évalués. Comme son nom l'indique, le système de récupération est constitué d'airbags qui servent aussi bien à décélérer la sonde pendant sa chute libre et à amortir l'impact à l'atterrissage. La version future de LAPLander rendra possible d'effectuer des mesures multi-points dans l'espace, chose qui sera d'une grande aide pour la recherche sur des phénomènes complexes dans la ionosphère qui contribuent à l'Aurore Boréale et causent des perturbations dans les communications satellites.

## Vol Rexus
LAPLander a été choisi dans le cadre du programme Rexus (en) et sera lancée dans une fusée-sonde depuis Esrange Space Center à Kiruna, dans le cœur de la Laponie suédoise, en mars 2010. La fusée n'est pas guidée, elle est stabilisée par spin et propulsée par un moteur Improved Orion, qui est capable d'amener la charge utile jusqu'à un apogée de 100 km, c'est-à-dire le début de l'espace. L'évènement est sponsorisé par l'Agence spatiale suédoise (SNSB) et l'Agence Aérospatiale Allemande (DLR), en coopération avec l'Agence Spatiale Européenne (ESA).

## Caractéristiques du vol
Afin de reconstruire le vol, LAPLander mesurera et enregistrera dans sa mémoire les paramètres suivants:
- Accélération dans les 3 directions
- Vitesse de rotation dans 3 axes
- Champ magnétique 3D
- Température dans plusieurs points de la sonde
- Données GPS Raw

La dernière fonction est possible grâce à une coopération avec l'université Cornell, New York, États-Unis. L'instrument utilisé est un nouveau système GPS miniature qui, contrairement aux GPS communs, est capable de mesurer la vitesse de rotation. Ceci est effectué en mesurant la différence de phase du signal GPS entre deux antennes.

## Conception
La conception de LAPLander a commencé en 2008 au Alfvén Laboratory, Royal Institute of Technology à Stockholm.

### L'équipe LAPLander
Voici les personnes constituant l'équipe:
Supervision générale:
- Dr. Nickolay Ivchenko, Superviseur, Suède
- Torbjörn Sundberg, Chef de projet, doctorant, Suède

Aspects mécaniques et aérodynamiques:
- Matías Wartelski, MSc Aerospace Engineering, Espagne
- Christian Westlund, MSc Aerospace Engineering, étudiant, Suède
- Li Xin, MSc Aerospace Engineering, étudiant, Chine
- Erik Sund, MSc Aerospace Engineering, étudiant, Suède
- Patrtik Ahlen, MSc Aerospace Engineering, étudiant, Suède

Aspects électroniques:
- Malin Gustafsson, MSc Electrical Engineering, étudiant, Suède
- Joakim Sandström, MSc Electrical Engineering, étudiant, Suède
- Oliver Neuner, MSc Electrophysics, étudiant, Allemagne
- Christian Jonsson, MSc Mechatronics Engineering, étudiant, Suède
- Johan Juhlén, MSc Mechatronics Engineering, étudiant, Suède
- Johan Thelander, MSc Mechatronics Engineering, étudiant, Suède
- Mattias Hedberg, MSc Mechatronics Engineering, étudiant, Suède

## Site externes
- Site officiel
- Blog écrit par l'équipe LAPLander
- Sélection d'expériences en cours pour la suivante campagne REXUS/BEXUS
- REXUS BEXUS - Essais à bord de fusée ou ballon pour étudiants universitaires